# Madonna con Bambino e santi (Licinio)
La Madonna con Bambino e santi è un dipinto realizzato in olio su tela centinata da Bernardino Licinio e conservato nella cappella dei frati dell'ordine francescano della basilica di Santa Maria Gloriosa dei Frari. Il dipinto è considerato il miglior lavoro dell'artista.

## Storia
La tela originariamente era collocata nella seconda cappella a destra del presbiterio e completa di predella per essere poi collocata nella cappella dedicata al santo d'Assisi, essendo stata commissionata proprio dai frati dell'ordine, in particolare da padre Antonietto di Venezia, questo indicano sia Carlo Ridolfi nel 1648 che Marco Boschini nel 1674. Anche per questo lavoro, come per molti del Licinio vi fu la grande confusione con Il Pordenone, e proprio a causa di questo errore la tela non fu considerata della buona qualità come avrebbe avuto diritto, l'assegnazione errata fu quindi per l'opera penalizzante, fu considerato addirittura esempio di imitazione pordenonesca. Il critico Luigi Antonio Lanzi lo considerò «della solita composizione antica, tutta nello stile dell'altro Licinio».  Il conte Fabio di Maniago contrariamente essendo esperto dell'arte friulana, scrisse: «sembra che nel tono delle tinte e nello stile del panneggiamento […] ritenga il fare del Pordenone unendo modi tizianeschi nel carattere delle figure e nelle regole della composizione». I giudizi proseguirono fino a Giulio Lorenzetti che scrisse una giusta critica dando finalmente la giusta attribuzione e il giusto valore al dipinto: 
(Guida di Venezia)

## Descrizione e stile
(Wilhelm von Bode)
La tela si presenta nel tradizionale schema compositivo che trovandosi accanto alla grande pala dell'Assunta del Vecellio pare antiquato pur avendo una datazione di ben diciassette anni successivi.
La pala presenta vicinanze con i lavori del Giorgione e di Jacopo Palma il Vecchio anche lui, come il Licinio, d'origine bergamasca. L'artista conosceva bene le sue capacità pittoriche e non aveva velleità di superare il più famoso Tiziano, il lavoro quindi risponde molto bene alle richieste sia di stile che di liturgia richieste dai frati e presenta la modestia dell'artista nel realizzare la pala secondo le sue capacità, senza la pretesa di essere migliore d'altri. L'artista ha saputo nell'opera dare a ogni santo raffigurato un'espressione psicologica unica donando così a ognuno una propria personalità ben visibile nell'atteggiamento e nell'espressione del viso portando il lavoro a essere quasi scomposto nella simmetria dando però un segno di vitale umanità facilmente leggibile dall'osservatore. Anche la scelta cromatica è ben studiata dall'artista che pose le tinte calde lungo l'asse mediano, come l'oro dei ricami del piviale di san Bonaventura e il rosso rosato della tunica della Madonna, seguono poi i colori freddi nel manto azzurro della Vergine e il verde del velluto, nonché le tuniche biancastre dei due francescani.
La presenza in primo piano dei due frati francescani ne conferma la committenza. La Vergine è posta sopra un alto stilobate, sulla cui base è inserita la sua firma del Licinio, alle sue spalle un postergale verde in broccato, che racchiude un telo rigido dorato ed è retto da un ramo d'alloro posto in un cielo azzurro dove vi sono poche nuvole bianche a testimoniare serenità e devozione. La Vergine indossa un abito rosso con lo scollo circolare lavorato a filo dorato ed è avvolta in un manto blu, mentre un velo bianco le copra il capo e scende delicatamente sulle spalle. Il capo è inclinato a destra nell'atto di voler comunicare con sant'Antonio di Padova con il giglio, mentre il Bambino che tiene poggiato sul grembo, è raffigurato a figura intera e si porge verso san Francesco d'Assisi posto sul lato opposto della tela. L'artista raffigura ben nove santi, tutti legati alla città lagunare e all'ordine francescano, così come da commissione. Quattro sono presenti sul lato sinistro della tela: san Francesco, nell'atto di mostrare con la mano destra la piaga del costato che appare dall'apertura dell'abito, e una croce nell'altra mano, san Marco, san Bonaventura, e santa Chiara che alza lo sguardo vero il Bambino, mentre tra di loro compare il profilo di padre Antonietto di Venezia committente. Adolfo Venturi tanto poco amava le opere del Licini, che di questa immagine ne fece una descrizione infelice: “il profilo di un'ipocrita vecchierella” non riconoscendo il committente. 
Sul lato destro vi sono sant'Antonio da Padova san Bonaventura, sant'Andrea con la grande croce, san Lodovico da Tolosa raffigurato con la bianca mitra e il volto infantile e san Giovanni Battista; appare inoltre un volto di donna che sarebbe riconducibile a santa Elisabetta d'Ungheria compatrona dell'ordine francescano.
Particolare è la raffigurazione di un putto a rilievo sulla base dello stilobate dove il Licinio appose anche la propria firma: «BERNARDINI LICINI OPUS MDXXXV».